# Castelvecchio (Pescia)
Castelvecchio è una frazione del comune italiano di Pescia, nella provincia di Pistoia, Toscana.
Distante dal capoluogo comunale circa 9 km, il borgo fa parte delle "dieci castella" nella Valleriana (soprannominata Svizzera Pesciatina). Castelvecchio mantiene la sua struttura delle origini medioevali, a partire dalle vie del borgo fino all'architettura delle abitazioni. Sopra al centro svetta la storica pieve dei Santi Ansano e Tommaso, il monumento religioso più noto di tutta la Valleriana e Monumento Nazionale dal 1875.
Nelle vicinanze del paese nel 2015 fu ritrovato un meteorite che nella classificazione ufficiale ha preso il nome Castelvecchio.

## Monumenti e luoghi d'interesse
Appena fuori dal paese sorge la pieve dei Santi Ansano e Tommaso, documentata sin dal IX secolo, della quale si conservano solo pochi resti dell'antichissima struttura. La pieve è ricordata in un documento dell'879 d.C. come "pieve di San Tommaso di Arriano". Ricostruita più volte, anche alla fine del XIX secolo, possiede oggi una forma stilistica piacevole che ricorda l'architettura religiosa lombarda (in stile romanico) del XII secolo. L'imponente porta della facciata, alterata dai moderni interventi, immette nella navata centrale, in fondo alla quale, dove si trova l'area presbiterale, si apre la cripta coperta da volte a crociera. La torre campanaria, situata sul retro dell'edificio, se ne discosta stilisticamente ed è aperta da un solo ordine di bifore e si tratta di una torre di avvistamento di epoca romana adattata successivamente a torre campanaria. Nella chiesa si trovava un trittico della fine del XIV secolo dove, nello scomparto centrale, era rappresentato San Tommaso.
Altro edificio religioso del borgo è la chiesa parrocchiale di San Giovanni Battista, che ha sostituito l'antica pieve per l'ufficio delle funzioni. Strutturata su tre navate, nella centrale si staglia l'altare in stucco policromo dove è ubicato il tabernacolo in legno decorato a foglia oro e degli antichi candelabri. Dietro l'altare si trova la pala proveniente dalla pieve raffigurante i Santi Giovanni e Tommaso ai piedi della Madonna con Bambino sul trono, datato intorno al XVI secolo. Sul lato destro vi sono il crocifisso ligneo con Cristo sofferente del XVII secolo e il fonte battesimale scolpito in pietra serena, mentre il muro della navata nord è caratterizzato dalla presenza di due tele seicentesche raffiguranti la Sacra Famiglia e San Nicola. L'edificio ha subito un'opera di restauro conservativo nel 2014.
Poco distante dalla chiesa parrocchiale si trova l'oratorio del Santissimo Rosario, cui si accede da uno sdrucciolo sito sotto il campanile. Si presenta interamente decorato dalle Storie della Vergine e di Cristo. Ogni scena è istoriata in un singolo riquadro e ornata da una quadratura di colonnine a decoro geometrico, mentre un pannello in finto marmo funge da basamento ad ogni opera.

## Galleria d'immagini

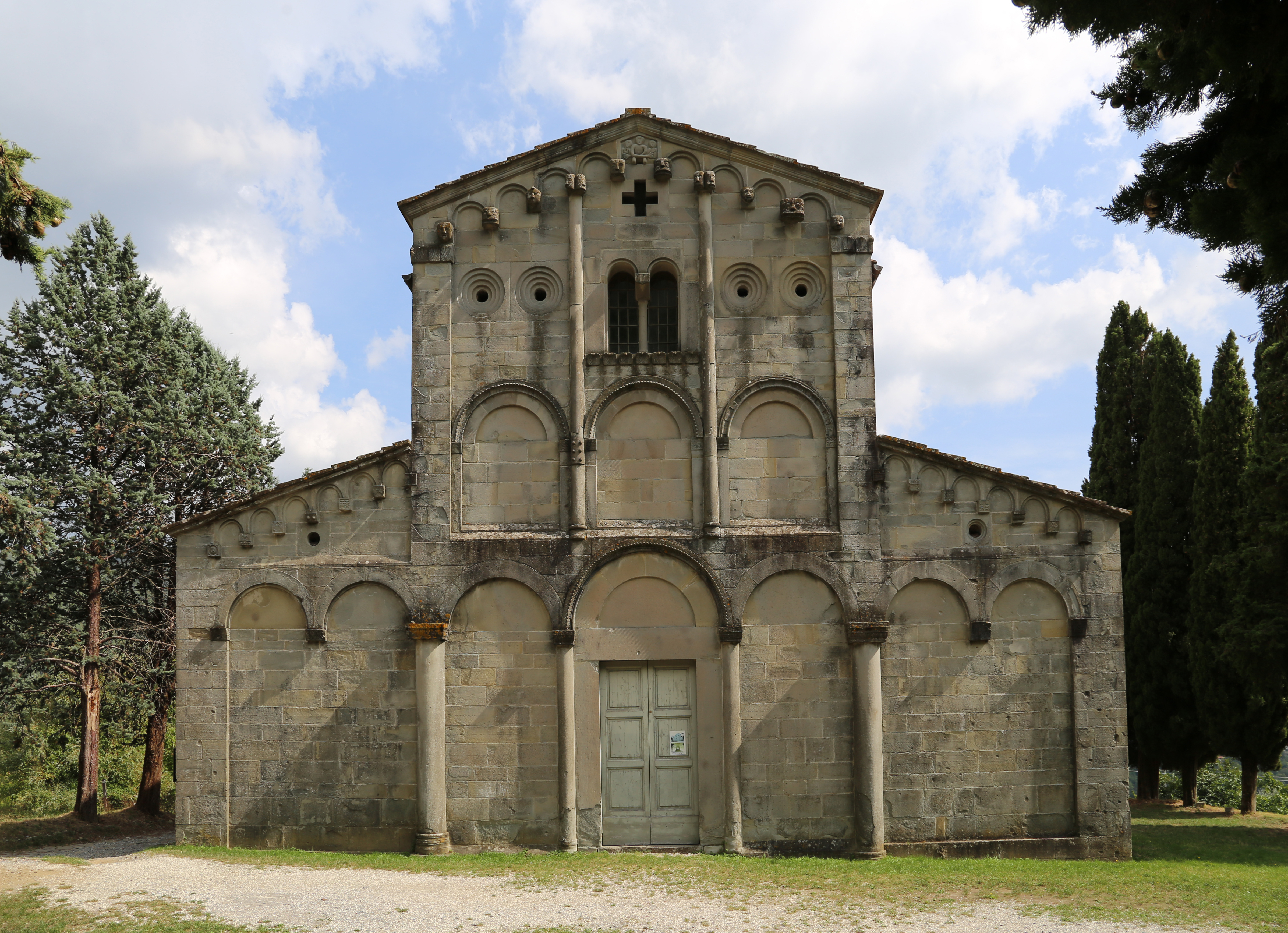
Pieve di San Ansano e San Tommaso
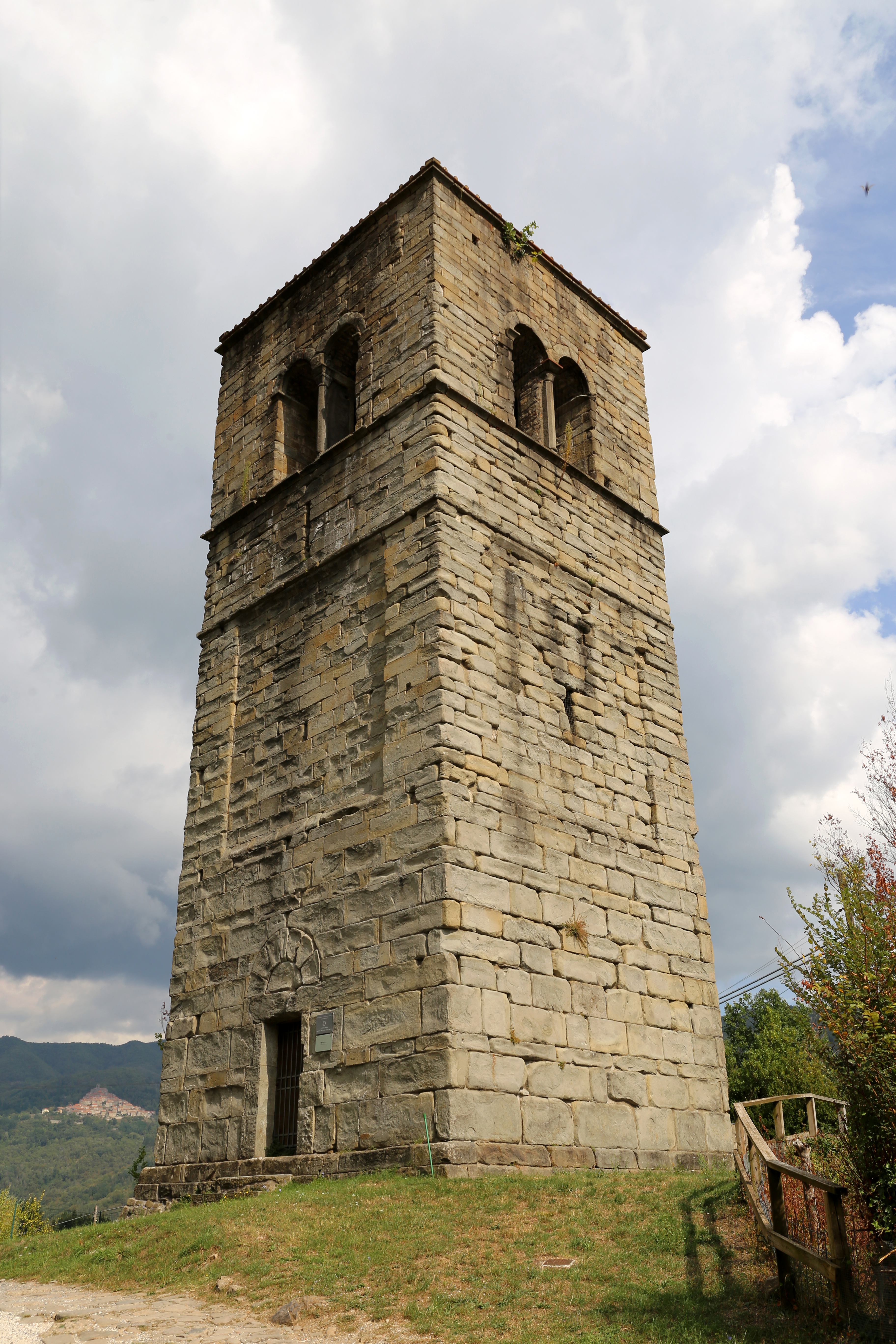
Campanile della pieve
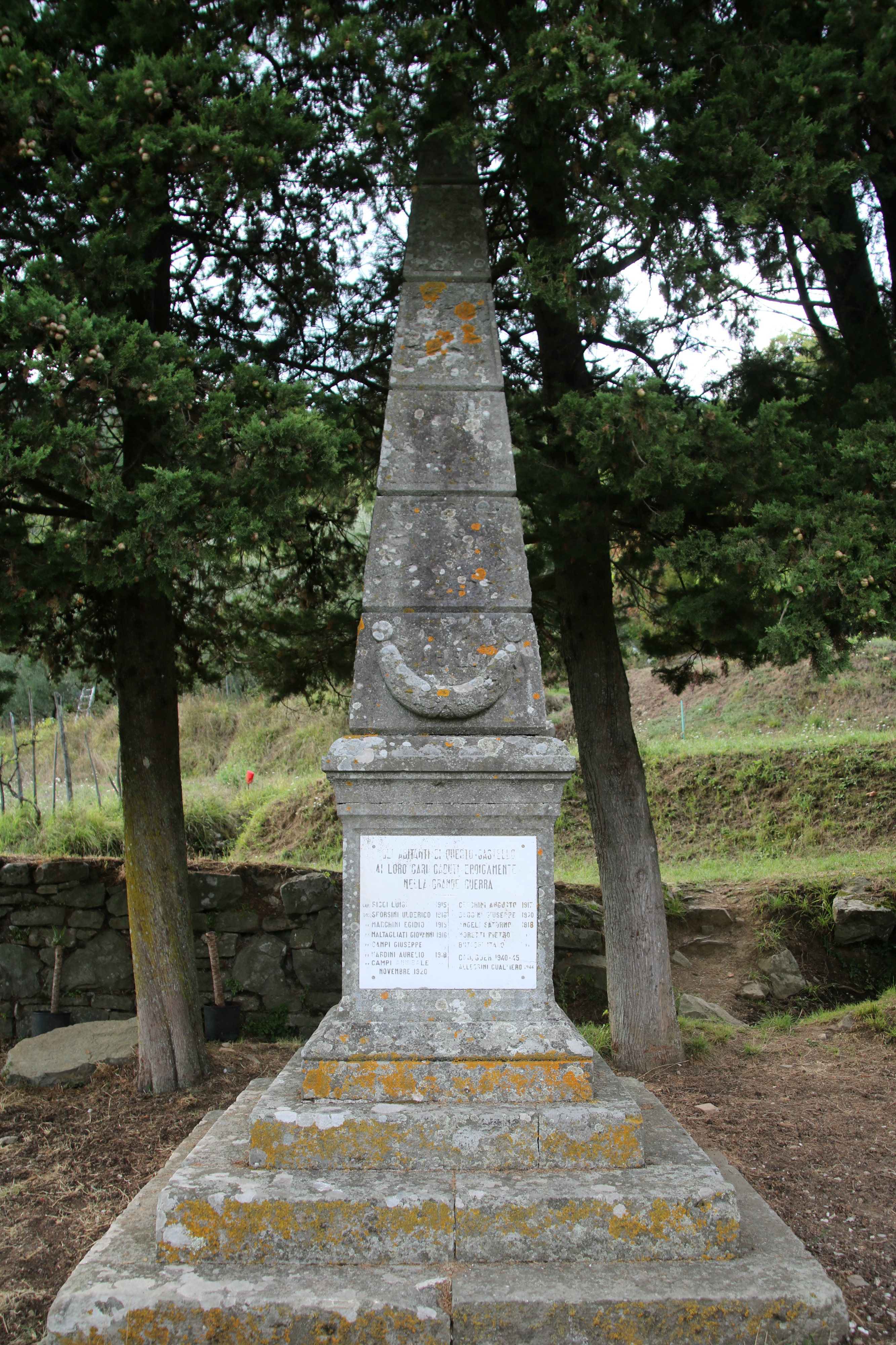
Monumento ai caduti di entrambe le guerre mondiali
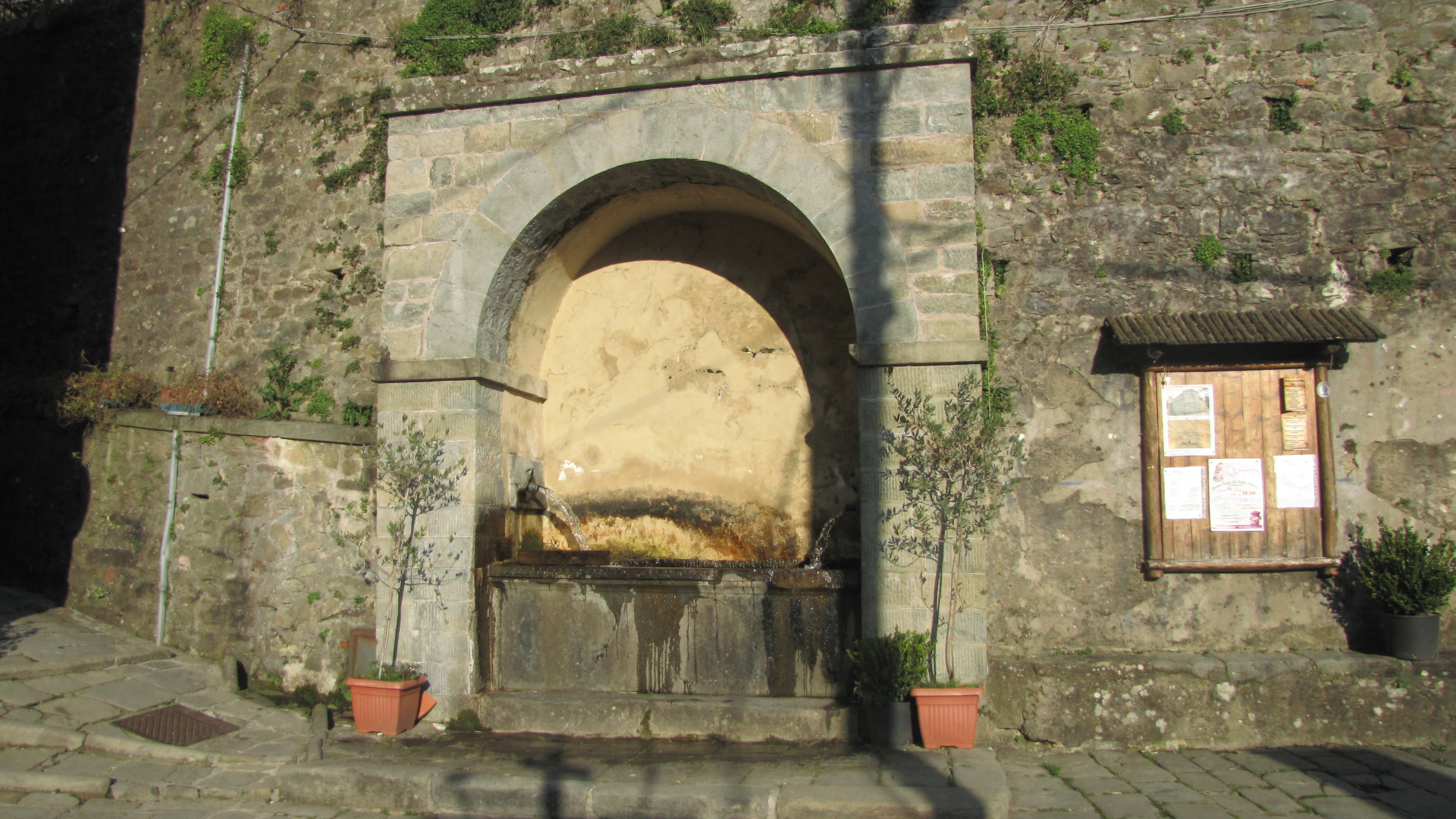
Fontana principale del paese
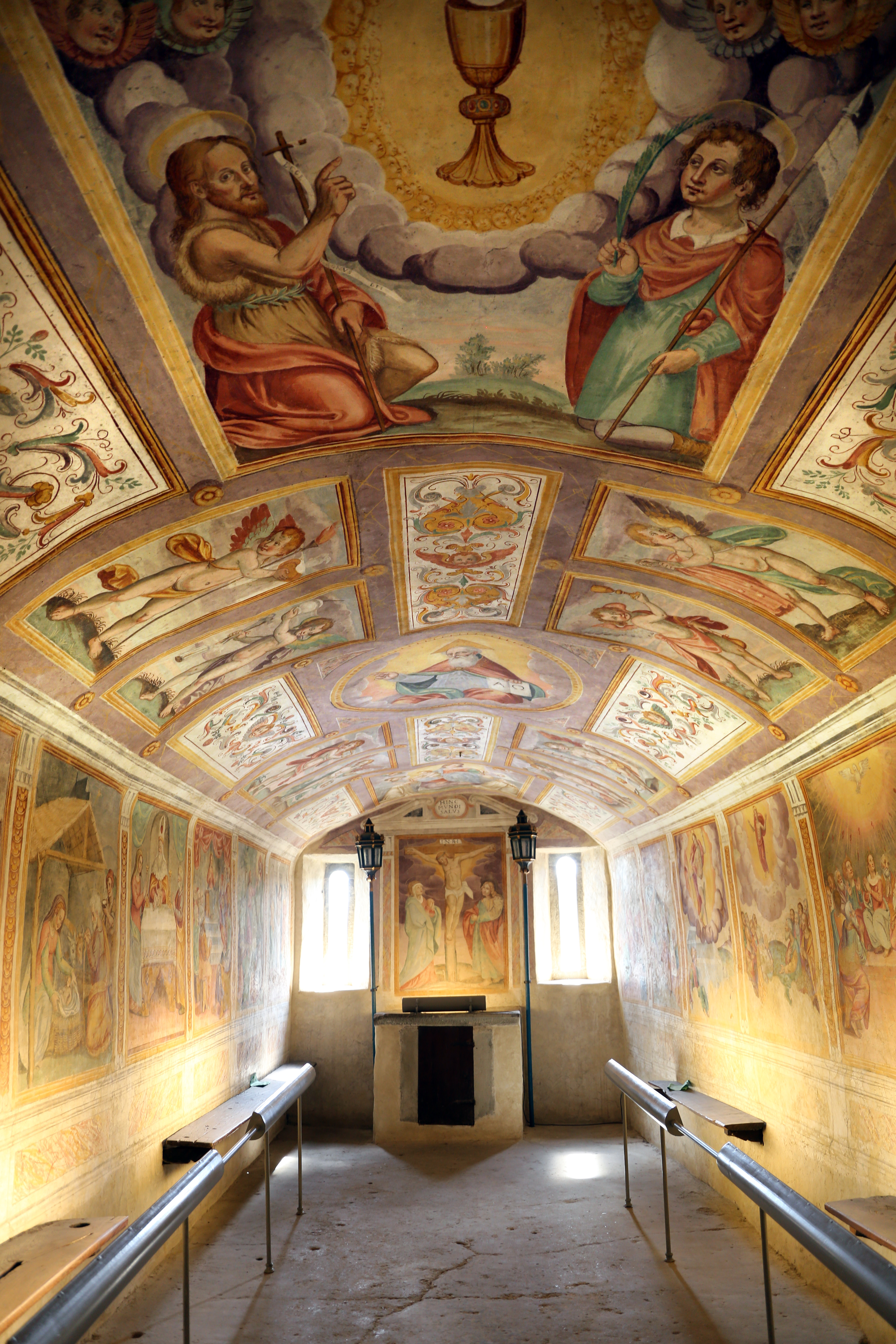
L'oratorio del SS. Sacramento